# Beja (Tunesien)

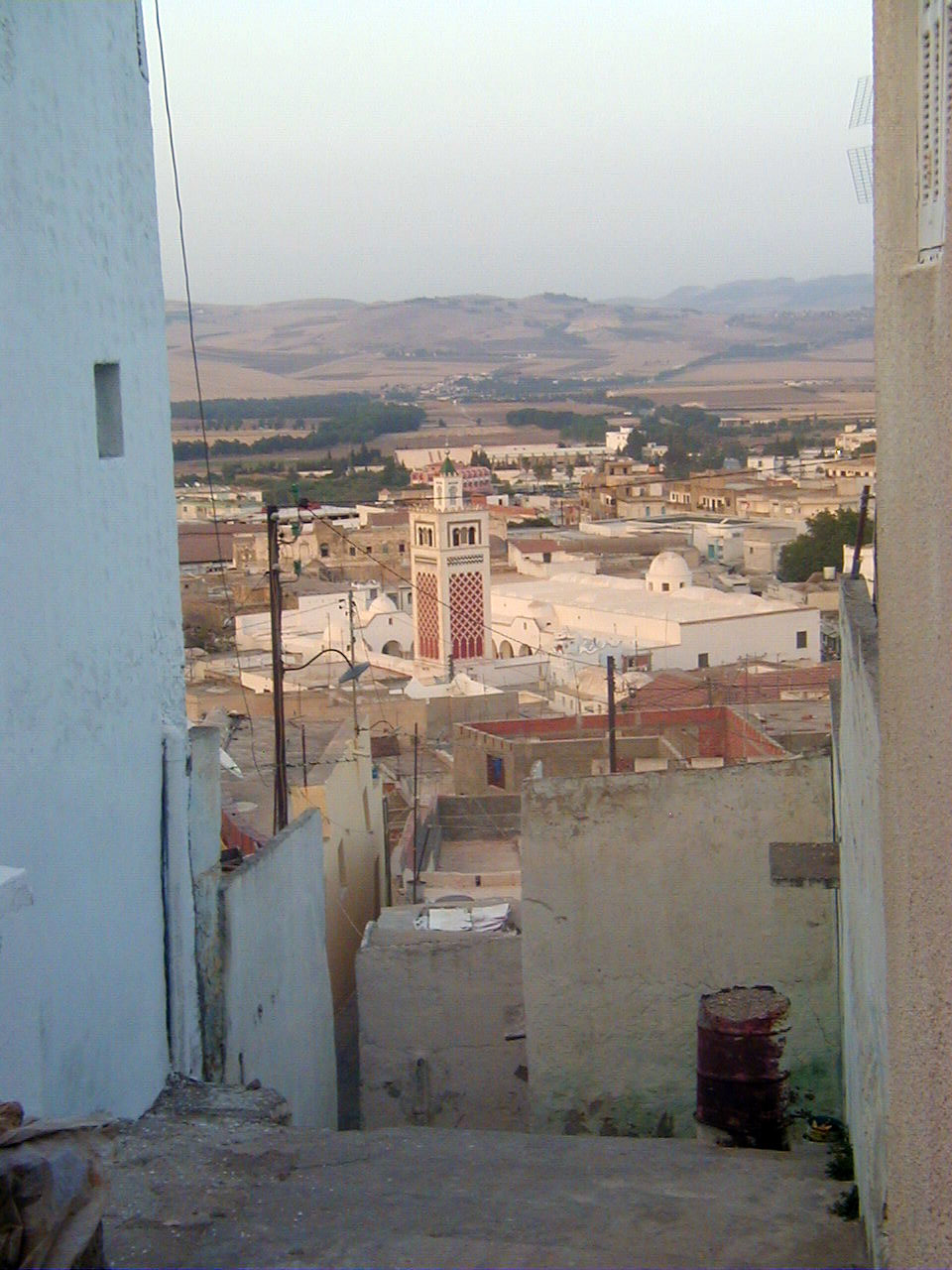

Beja (französisch Béja; arabisch باجة Bādscha, DMG Bāǧa) ist eine Stadt im Norden Tunesiens mit etwa 106.441 Einwohnern. Sie liegt rund 100 km westlich von Tunis und ist die Hauptstadt des nach ihr benannten Gouvernements Beja.
Gelegen in einer Region mit guten landwirtschaftlichen Anbaubedingungen war das damalige Vaga (Vacca) schon in der Antike ein wichtiger Handelsposten. Unter karthagischer Herrschaft wurde die Stadt erstmals befestigt. Nach der Eroberung durch die Römer, die die Region als „Goldenes Land“ bezeichneten, wurden vor 548 neue Festungsanlagen errichtet, deren Reste noch heute erhalten sind und heute, historisch nicht korrekt, als Kasbah von Beja bezeichnet werden.
Noch heute spielt die Stadt eine wichtige Rolle in der Nahrungsmittelproduktion Tunesiens. Das deutsche Unternehmen Kromberg & Schubert unterhält einen Standort in Beja.
Seit 1993 besteht eine Städtefreundschaft mit der portugiesischen Stadt Beja.

## Söhne und Töchter (Auswahl)
- Maurice Audin (1932–1957), französischer Mathematiker und antikolonialer Aktivist
- Wassila Ben Ammar (1912–1999), zweite Ehefrau von Habib Bourguiba und First Lady Tunesiens (1962–1986)
- Guy Bono (* 1953), französischer Politiker
- Ikram Kerwat (* 1984), tunesisch-deutsche Berufsboxerin
- Nabil Kouki (* 1970), Fußballspieler und -trainer